# 70. BAFTA-gála
A 70. BAFTA-gálát 2017. február 12-én tartotta a Brit Film- és Televíziós Akadémia a Royal Albert Hallban, amelynek keretében kiosztották az akadémia filmdíjait az Egyesült Királyságban 2016-ban bemutatott és az akadémia tagjai által legjobbnak tartott filmek és alkotóik részére. A rendezvény házigazdájának Stephen Fry brit színész-humoristát kérték fel.
A díjakra jelöltek listáját 2017. január 10-én hozta nyilvánosságra a Sophie Turner és Dominic Cooper színészpáros. Kiugróan magas számban, tizenegy kategóriában kapott jelölést a Kaliforniai álom, köztük a legjobb film, a legjobb rendező (Damien Chazelle), a legjobb színész (Ryan Gosling), a legjobb színésznő (Emma Stone) és a legjobb eredeti forgatókönyv (Chazelle). A musical egy sci-fi és egy thrillerkét követte 9-9 jelöléssel, az Érkezés, valamint az Éjszakai ragadozók. A vezető brit alkotások, Ken Loach Én, Daniel Blake című filmdrámája, valamint a Harry Potter-történetekből átvett Legendás állatok és megfigyelésük című  fantasy-kalandfilm öt-öt jelölést kaptak.
A várakozásoknak megfelelően a Kaliforniai álom nyerte a legtöbb díjat, végül is öt kategóriában lett győztes. Két-két trófeát szerzett meg Kenneth Lonergan családi filmdrámája, A régi város, valamint a családjától gyerekként elsodródott, s végül Ausztráliában felnevelkedett indiai származású Saroo Brierley élettörténetét feldolgozó Oroszlán. A többi alkotás – így a két brit erősség – egy-egy díjon osztozhatott. Az alkotások közül a legnagyobb vesztes Tom Ford Éjszakai ragadozókja lett – a kilenc jelölésből egyetlen díjat sem vitt haza, de csaknem ugyanígy járt Denis Villeneuve Érkezése is, amely a lehetséges kilencből csupán egyetlen trófeát kapott a legjobb hangzásért.
A jubileumi filmgála magyar sikert is hozott: Nemes Jeles László Saul fia című Oscar- és Golden Globe-díjas filmdrámája lett a legjobb nem angol nyelvű film.

## A BAFTA filmdíjai

### Díjazottak és jelöltek
A nyertesek a táblázat első sorában, félkövérrel vannak jelölve.
| Legjobb film | Legjobb rendező |
| --- | --- |
| - Kaliforniai álom – Fred Berger, Jordan Horowitz és Marc Platt - A régi város – Lauren Beck, Matt Damon, Chris Moore, Kimberly Steward és Kevin J. Walsh - Én, Daniel Blake – Rebecca O'Brien - Érkezés – Dan Levine, Shawn Levy, David Linde és Aaron Ryder - Holdfény – Dede Gardner, Jeremy Kleiner és Adele Romanski | - Damien Chazelle – Kaliforniai álom - Tom Ford – Éjszakai ragadozók - Ken Loach – Én, Daniel Blake - Kenneth Lonergan – A régi város - Denis Villeneuve – Érkezés |
| Legjobb férfi főszereplő | Legjobb női főszereplő |
| - Casey Affleck – A régi város mint Lee Chandler - Andrew Garfield – A fegyvertelen katona mint Desmond T. Doss - Ryan Gosling – Kaliforniai álom mint Sebastian Wilder - Jake Gyllenhaal – Éjszakai ragadozók mint Edward Sheffield / Tony Hastings - Viggo Mortensen – Captain Fantastic mint Ben Cash | - Emma Stone – Kaliforniai álom mint Mia Dolan - Amy Adams – Érkezés mint Dr. Louise Banks - Emily Blunt – A lány a vonaton mint Rachel Watson - Natalie Portman – Jackie mint Jacqueline Kennedy Onassis - Meryl Streep – Florence – A tökéletlen hang mint Florence Foster Jenkins |
| Legjobb férfi mellékszereplő | Legjobb női mellékszereplő |
| - Dev Patel – Oroszlán mint Saroo Brierley - Mahershala Ali – Holdfény mint Juan - Jeff Bridges – A préri urai mint Marcus Hamilton - Hugh Grant – Florence – A tökéletlen hang mint St. Clair Bayfield - Aaron Taylor-Johnson – Éjszakai ragadozók mint Ray Marcus | - Viola Davis – Kerítések mint Rose Maxson - Naomie Harris – Holdfény mint Paula - Nicole Kidman – Oroszlán mint Sue Brierley - Hayley Squires – Én, Daniel Blake mint Katie Morgan - Michelle Williams – A régi város mint Randi |
| Legjobb eredeti forgatókönyv | Legjobb adaptált forgatókönyv |
| - Kenneth Lonergan – A régi város - Damien Chazelle – Kaliforniai álom - Barry Jenkins – Holdfény - Paul Laverty – Én, Daniel Blake - Taylor Sheridan – A préri urai | - Luke Davies – Oroszlán - Tom Ford – Éjszakai ragadozók - Eric Heisserer – Érkezés - Theodore Melfi és Allison Schroeder – A számolás joga - Robert Schenkkan és Andrew Knight – A fegyvertelen katona |
| Legjobb operatőr | Legjobb debütálás (brit forgatókönyvíró, filmrendező vagy producer) |
| - Linus Sandgren – Kaliforniai álom - Bradford Young – Érkezés - Giles Nuttgens – A préri urai - Greig Fraser – Oroszlán - Seamus McGarvey – Éjszakai ragadozók | - Babak Anvari (író/rendező), Emily Leo, Oliver Roskill és Lucan Toh (producerek) – Under the Shadow - Mike Carey és Camille Gatin (producer) – Kiéhezettek - George Amponsah (író/rendező/producer) és Dionne Walker (író/producer) – The Hard Stop - Peter Middleton (író/rendező/producer), James Spinney (író/rendező) és Jo-Jo Ellison (producer) – Notes on Blindness - John Donnelly (író) és Ben A. Williams (rendező) – The Pass             |
| Kiemelkedő brit film | Legjobb dokumentumfilm |
| - Én, Daniel Blake – Ken Loach, Rebecca O'Brien és Paul Laverty - American Honey – Andrea Arnold, Lars Knudsen, Pouya Shahbazian és Jay Van Hoy - Legendás állatok és megfigyelésük – David Yates, David Heyman, Steve Kloves, J. K. Rowling és Lionel Wigram - Notes on Blindness – Peter Middleton, James Spinney, Mike Brett, Jo-Jo Ellison és Steve Jamison - Tagadás – Gary Foster, Russ Krasnoff és David Hare - Under the Shadow – Babak Anvari, Emily Leo, Oliver Roskill és Lucan Toh | - 13th – Ava DuVernay - Notes on Blindness – Peter Middleton és James Spinney - The Beatles: Eight Days a Week – Ron Howard - The Eagle Huntress – Otto Bell és Stacey Reiss - Weiner – Josh Kriegman és Elyse Steinberg |
| Legjobb filmzene | Legjobb hang |
| - Kaliforniai álom – Justin Hurwitz - Éjszakai ragadozók – Abel Korzeniowski - Érkezés – Jóhann Jóhannsson - Jackie – Mica Levi - Oroszlán – Dustin O'Halloran és Hauschka | - Érkezés – Sylvain Bellemare, Claude La Haye és Bernard Gariépy Strobl - A fegyvertelen katona – Peter Grace, Robert Mackenzie, Kevin O'Connell és Andy Wright - Kaliforniai álom – Mildred Iatrou Morgan, Ai-Ling Lee, Steve A. Morrow és Andy Nelson - Legendás állatok és megfigyelésük – Niv Adiri, Glenn Freemantle, Simon Hayes, Andy Nelson és Ian Tapp - Mélytengeri pokol – Dror Mohar, Mike Prestwood Smith, Wylie Stateman és David Wyman |
| Legjobb díszlet | Legjobb vizuális effektek |
| - Legendás állatok és megfigyelésük – Stuart Craig és Anna Pinnock - Doctor Strange – Charles Wood és John Bush - Ave, Cézár! – Jess Gonchor és Nancy Haigh - Éjszakai ragadozók – Shane Valentino és Meg Everist - Kaliforniai álom – David és Sandy Reynolds-Wasco | - A dzsungel könyve – Robert Legato, Dan Lemmon, Andrew R. Jones és Adam Valdez - Doctor Strange – Richard Bluff, Stephane Ceretti, Paul Corbould és Jonathan Fawkner - Érkezés – Louis Morin - Legendás állatok és megfigyelésük – Tim Burke, Pablo Grillo, Christian Manz és David Watkins - Zsivány Egyes – Egy Star Wars-történet – Neil Corbould, Hal Hickel, Mohen Leo, John Knoll és Nigel Sumner                                              |
| Legjobb jelmez | Legjobb smink |
| - Jackie – Madeline Fontaine - Florence – A tökéletlen hang – Consolata Boyle - Kaliforniai álom – Mary Zophres - Legendás állatok és megfigyelésük – Colleen Atwood - Szövetségesek – Joanna Johnston | - Florence – A tökéletlen hang – J. Roy Helland és Daniel Phillips - A fegyvertelen katona – Shane Thomas - Doctor Strange – Jeremy Woodhead - Éjszakai ragadozók – Donald Mowat és Yolanda Toussieng - Zsivány Egyes – Egy Star Wars-történet – Amanda Knight, Neal Scanlan és Lisa Tomblin |
| Legjobb vágás | Legjobb nem angol nyelvű film |
| - A fegyvertelen katona – John Gilbert - A régi város – Jennifer Lame - Éjszakai ragadozók – Joan Sobel - Érkezés – Joe Walker - Kaliforniai álom – Tom Cross | - Saul fia – Nemes Jeles László és Sipos Gábor - Dheepan – Egy menekült története – Jacques Audiard és Pascal Caucheteux - Julieta – Pedro Almodóvar - Mustang – Deniz Gamze Ergüven és Charles Gillibert - Toni Erdmann – Maren Ade és Janine Jackowski |
| Legjobb animációs film | Legjobb animációs rövidfilm |
| - Kubo és a varázshúrok – Travis Knight - Szenilla nyomában – Andrew Stanton - Vaiana – Ron Clements és John Musker - Zootropolis – Állati nagy balhé – Byron Howard és Rich Moore | - A Love Story – Khaled Gad, Anushka Kishani Naanayakkara és Elena Ruscombe-King - The Alan Dimension – Jac Clinch, Jonathan Harbottle és Millie Marsh - Tough – Jennifer Zheng |
| Legjobb rövidfilm | Orange Rising Star Award |
| - Home – Shpat Deda, Afolabi Kuti, Daniel Mulloy és Scott O'Donnell - Consumed – Richard John Seymour - Mouth of Hell – Bart Gavigan, Samir Mehanović, Ailie Smith, Michael Wilson - The Party – Farah Abushwesha, Emmet Fleming, Andrea Harkin és Conor MacNeill - Standby – Jack Hannon és Charlotte Regan | - Tom Holland - Laia Costa - Lucas Hedges - Ruth Negga - Anya Taylor-Joy |

### BAFTA Akadémiai tagság
- Mel Brooks

### Kiemelkedő brit hozzájárulás a mozifilmekhez
- Curzon Cinemas[4]

## Többszörös jelölések és elismerések
| Jelölés | Díj | Cím                                    |
| ------- | --- | -------------------------------------- |
| 11      | 5   | Kaliforniai álom                       |
| 9       | 1   | Érkezés                                |
| 9       | 0   | Éjszakai ragadozók                     |
| 6       | 2   | A régi város                           |
| 5       | 2   | Oroszlán                               |
| 5       | 1   | A fegyvertelen katona                  |
| 5       | 1   | Én, Daniel Blake                       |
| 5       | 1   | Legendás állatok és megfigyelésük      |
| 4       | 1   | Florence – A tökéletlen hang           |
| 4       | 0   | Holdfény                               |
| 3       | 1   | Jackie                                 |
| 3       | 0   | A préri urai                           |
| 3       | 0   | Doctor Strange                         |
| 3       | 0   | Notes on Blindness                     |
| 2       | 1   | Under the Shadow                       |
| 2       | 0   | Zsivány Egyes – Egy Star Wars-történet |